# Гуго III (король Кіпру)
Гуго III Великий (фр. Hugues; 1235 — 24 березня 1284) — король Кіпру (1267—1284) і Єрусалиму (1269—1284).

## Біографія

### Молоді роки
Народився у родині графа Генріха Пуатьє-Антиохського та Ізабели де Лузіньян. Під час шлюбу його батьків було домовлено, що в разі смерті небожа Ізабели де Лузіньян — Гуго, новим спадкоємцем Кіпрського трону має стати син Ізабели. До того час Гуго Пуатье-Антиохський-Лузіньян значний проміжок часу проводив в Антиохії. Лише у 1264 році він з'явився на Кіпрі. Тоді померла його мати Ізабела, що була регентшею при Гуго II. Тоді ж Гуго Пуатьє-Антиохський-Лузіньян став новим регентом. На цій посаді узяв активну участь у боротьбі з наступом Бейбарса, султана Єгипту, на прибережні палестинські міста (1266). Втім зазнав поразки при Сен-Жан-д'Акрі у жовтні того ж року.

### Король
Після смерті Гуго II 5 грудня 1267 року Гуго III став новим королем. Він оголосив про продовження династії Лузіньян, взявши лише прізвище матері.
У 1268 році, після загибелі Конрадіна Гогенштауфена, Гуго III висунув свої претензії на корону Єрусалиму. Здолавши опір частини знаті, він досяг свого — 24 вересня 1269 року коронувався в Тірі.
З цього моменту значна частина його діяльності була спрямована на збереження залишків Єрусалимського королівства. Втім, він тут зіткнувся з низкою труднощів: кіпрська знать не бажала воювати у Палестині, продовжувалися конфлікти між тамплієрами та госпітальєрами, а генуезці та венеційці між собою в стані відкритої війни. Усім цим вміло користався султан Бейбарс.
Втім, у 1271 році Гуго отримав англійську допомогу в особі принца Едуарда, який прибув зі значним військом. Проте всі спроби Гуго III розширити свої володіння у Палестині виявилися марними. У 1271—1272 роках король активно захищав Акру від єгипетських військ, які зрештою відступили. Тоді тамплієри та частина знаті висунули як претендента на трон Марію Антиохійську. У цьому протистоянні Гуго III зазнав невдачі й зрештою повернувся до Кіпру.
У 1277 році прибуло військо на чолі з графом Рожером Сан-Северіно, який мав намір захопити Єрусалимське королівство для Карла I, короля Сицилії. Ця колотнеча тривала до 1282 року, коли у Карла I розпочалася війна з королівством Арагон. Тому Рожер де Сан-Северін повинен був повернутися додому. Скориставшись цим, Гуго III зміг відвоювати майже всі землі свого королівства, крім Акри.
Помер 26 березня 1284 року у місті Тір.

## Родина
Дружина — Ізабела (1241—1324), донька Гі де Ібеліна, маршала та конетабля Кіпру.
Діти:
- Іоанн (1267—1285), король Кіпру з 1284 до 1285 року
- Боемунд (1268—1281)
- Генріх (1271—1324), король Кіпру з 1285 до 1324 року
- Аморі (1272—1310), володар Тиру
- Марія (1273—1322), дружина Хайме II, короля Арагону
- Емері (1275—1316), конетабль Кіпру
- Маргарита (1276—1296), дружина Тороса III, короля Кілікійської Вірменії
- Гі (1278—1303), конетабль Кіпру
- Аліса (1279—1324), дружина Баліана Ібеліна
- Елвіс (д/н—1324), дружина Хетума II, короля Кілікійської Вірменії
- Ізабела (1280—1319)